# Łokot´
Łokot´ (ros. Ло́коть) – osiedle typu miejskiego w obwodzie briańskim w Rosji, siedziba administracyjna rejonu brasowskiego.
Położony w pobliżu rzeki Nierussa, będącej dopływem Desny.

## Historia
Wzmiankowany po raz pierwszy w I połowie XVII wieku jako chutor Łokotskoj Kołodieź w pobliżu starej wsi Brasowo. W 1742 roku pograniczne ziemie ujezdu siewskiego cesarzowa Elżbieta Romanowa ofiarowała feldmarszałkowi S.F. Apraksinowi, który w 1797 roku przeniósł swoją siedzibę do Łokoti. W owym czasie powstał w tym miejscu pokaźny majątek, obejmujący czteropiętrowy pałacyk ze stawami i fontannami.
W 1871 roku właścicielami majątku stali się następcy tronu rosyjskiego – wielcy książęta Romanowowie (początkowo Jerzy Aleksandrowicz, a od 1899 roku – Michał Aleksandrowicz). Nowi właściciele kontynuowali rozbudowę majątku – ustanowiono kanalizację, stworzono ogromny park ze stawami i alejami, zbudowano szereg kilkupiętrowych kamiennych budynków, powstały pierwsze fabryki przemysłu lekkiego, spożywczego i drzewnego. W 1870 roku w Łokoti powstała stadnina koni. W 1914 roku rozpoczęto budowę huty żelaza i fabryki urządzeń mechanicznych.
W latach 1930. władze sowieckie zsyłały do Łokoti kontrrewolucjonistów, czyli byłych zesłańców wypuszczanych z łagrów. W 1931 roku Łokot´ został centrum administracyjnym rejonu. Od 1938 roku posiada status osiedla typu miejskiego. Podczas II wojny światowej, od jesieni 1941 roku do 1943, osada stanowiła centrum tak zwanej Republiki Łokockiej.

## Gospodarka
W miejscowości działa fabryka obrabiarek, gorzelnia, fabryka meblarska, roszarnia konopi, zakład torfowy, zakład mleczarski. Funkcjonuje również stadnina koni.

## Edukacja i kultura
W osadzie istnieją trzy szkoły ogólnokształcące, technikum przemysłowo-ekonomiczne (byłe technikum rolnicze), filia Briańskiej Państwowej Akademii Rolniczej.
Funkcjonują rejonowy dom kultury i szkoła muzyczna.